# Championnat de Belgique de football de troisième division 2020-2021
Navigation
saison précédente saison suivante
Le Championnat de Belgique de football D3 2020-2021 est la nonante-deuxième saison du championnat belge de 3e Division. Après quatre éditions sous le nom de « Division 1 Amateur », il s'agit de la première édition de ce niveau sous l'appellation « Nationale 1 » (ou 1re division nationale). Le changement de dénomination est intervenu à la demande des clubs qui considéraient que le vocable « amateur », utilisé depuis la saison 2016-2017, pouvait avoir une connotation péjorative.
La « Nationale 1 » est composée de seize clubs issus de toutes les parties du pays en termes d’appartenance linguistique.
Ce qui doit être la saison inaugurale de la nouvelle dénomination est arrêtée après cinq journées, début octobre 2020, en raison de la situation sanitaire (Pandémie de Covid-19). Alors que les semaines défilent, certains osent espérer une reprise, même partielle, après la Trêve des Confiseurs ou alors au début du printemps. Mais pour l'évolution de Pandémie ne permet pas de reprendre sans garantir une nouvelle interruption. Les dirigeants de la fédération belge préfère ne pas tergiverser et décrètent l'arrêt définitif de toutes les compétitions séniores « non-professionnelles » (sous la Division 1B) peu avant la fin janvier 2021,
La seule incertitude qui plane reste la situation des différentes séries. Des « rumeurs » évoquent un mini-championnat pour désigner les éventuels montants éventuels ou repêchés, mais immédiatement la fédération coupe court à toutes les supputations, en annonçant le 25 janvier 2021 que la saison 2020-2021 est déclarée blanche, c'est-à-dire aucune montée et aucune relégation (sauf si cette dernière est volontaire dans le chef d'un club).
À partir de l'annulation évoquée ci-dessus, les seules rencontres qui sont encore autorisées aux clubs amateurs concernés, est la participation de ces derniers « s'ils le souhaitent » au(x) 1/16e et 1/8e de finale de la Coupe de Belgique.

## Critères de composition

### Conditions d'accès
À partir de la saison 2017-2018, des critères technico-administratifs doivent être remplis par les clubs désireux de prendre part à cette division,:
- Avoir minimum 7 joueurs sous contrat avec le statut "semi-professionnel".
- Disposer d'un stade de minimum 1.500 places (dont minimum 300 assises).
- Disposer d'un terrain aux dimensions de 100-105m de long sur 64-68m de large.
- Disposer d'un éclairage de minimum 300 LUX (dérogation à 200 LUX la première saison)

Dans un autre domaine, les participants de cette division devraient percevoir 50 000 euros par saison provenant des droits télévisés du football professionnel.

## Organisation
Les équipes se rencontrent en matchs aller/retour durant une phase classique (30 matches). Au terme de cette première phase, les quatre premiers classés disputent le "Play-off Amateur" au terme duquel est désigné le champion

### Play Off Amateur
Au terme de la saison régulière de trente matchs, les quatre premiers disputent le « Play-off Amateur ». Pour ce faire, ils se rencontrent en matchs /aller retour. Selon le même principe que celui adopté en Jupiler Pro League, le classement du "Play-off" est établi avec chaque formation conservant 50 % des points conquis durant la phase classique (arrondis à l'unité supérieure si nécessaire pour obtenir un nombre entier).
L'équipe championne est officiellement sacrée championne de Belgique Amateur.

### Promotion en D1B
S'il est en possession de la licence nécessaire, le champion de Nationale 1 est promu en Division 1B la saison suivante.

### Relégation en D2 ACFF ou VV
Les trois derniers classés au terme de la phase classique sont relégués en Division 2 ACFF ou VV la saison suivante. Le club qui termine à la 13e place est dit "barragiste", et doit assurer son maintien lors du tour final avec des formations de D2 ACFF ou VV.

### Cas particuliers
Le principe de relégation directe et de désignation du "barragiste" peuvent subir des adaptions si un ou plusieurs clubs ne répondent plus aux conditions d'accès à la D1 Amateur. Dans ce cas, le ou les cercles concernés seraient placés aux places de relégables directs.

## Changement d’appellation
Au terme de la saison précédente, le (Royal) Olympic Charleroi Châtelet Farciennes, porteur du matricule 246, change sa dénomination officielle et devient le (Royal) Olympic Club de Charleroi.
En raison du changement d'appellation et conformément au règlement de la Fédération, le vocable « Royal » ne reviendra officiellement dans l'appellation – sans les parenthèses ci-dessus – qu'une fois les démarches abouties auprès de la « Maison du Roi ».

## Clubs participants 2020-2021
À partir de la saison 2016-2017, par le biais de la colonne "Total Niv. 3", le tableau des participants rappelle le nombre de saisons jouées au 3e niveau de la hiérarchie belge.
À la suite de la promotion tardive (31 juillet 2020) accordée à Lierse Kempenzonen, la série ne compte plus que 15 formations. Les responsables de la fédération et de ses deux ailes linguistiques se réunissent à partir du 3 août 2020 afin de désigner un remplaçant ou...non (NdlA: le dossier Virton est toujours pendant). Début août 2020, le calendrier définitif n'est pas encore connu ! Tubize descendant, sera-t-il repêché ? Peu probable car au printemps précédent le club n'a pas reçu la licence nécessaire. Dans le cas où on privilégie la piste du montant supplémentaire, c'est la RAAL La Louvière qui tient la corde. Le cercle hennuyer, deuxième en D2 ACFF, totalise 48 points pour 24 matchs joués pour 45 aux Flandriens de Mandel United. Avec 42 unités en 23 matchs, Bocholt est trop loin, même en pondérant son total pour le ramener sur 24 parties jouées.
| #  | Nom                                            | Mat. | Ville           | Stades              | En Nat 1 depuis | Total en Nat 1 | Total Niv 3 | S. Précédente |
| -- | ---------------------------------------------- | ---- | --------------- | ------------------- | --------------- | -------------- | ----------- | ------------- |
| 1  | Koninklije Sportvereniging Roeselare           | 134  | Roulers         | Schiervelde         | 2020-21 1re     | 1 s            | 46 s        | 7e D1B        |
| 2  | Royal Football Club de Liège                   | 4    | Rocourt         | de Rocourt          | 2018-19 3e      | 3 s            | 15 s        | 12e           |
| 3  | Union Royale La Louvière Centre                | 213  | La Louvière     | du Tivoli           | 2019-20 2e      | 2 s            | 18 s        | 14e           |
| 4  | Olympic Club de Charleroi                      | 246  | Montignies s/S. | de La Neuville      | 2019-20 2e      | 2 s            | 38 s        | 10e           |
| 5  | Koninklijke Football Club Dessel Sport         | 606  | Dessel          | Armand Melis        | 2016-17 5e      | 5 s            | 26 s        | 8e            |
| 6  | Union Royale Sportive Lixhe Visé               | 1352 | Visé            | de la Cité de l'Oie | 2019-20 2e      | 2 s            | 2 s         | 11e           |
| 7  | Koninklijke Rupel Boom Football Club           | 2138 | Boom            | Gemeentelijk        | 2018-19 3e      | 3 s            | 17 s        | 9e            |
| 8  | Koninklijke Sportkring Heist                   | 2948 | Heist o/d Berg  | Gemeentelijk        | 2016-17 5e      | 5 s            | 13 s        | 4e            |
| 9  | Patro Eisden Maasmechelen                      | 3434 | Maasmechelen    | Patro               | 2019-20 2e      | 4 s            | 25 s        | 5e            |
| 10 | Kon. V. V. THES Sport Tessenderlo              | 3671 | Tessenderlo     | Gemeentelijk        | 2018-19 3e      | 3 s            | 3 s         | 2e            |
| 11 | Football Club Verbroed. Dender Eend. Hekel.    | 3900 | Denderleeuw     | Van Roy             | 2016-17 5e      | 5 s            | 16 s        | 7e            |
| 12 | Kon. Voetbalclub Sint-Eloois-Winkel Sport      | 4408 | St-E-Winkel     | Terscheide Park     | 2019-20 2e      | 2 s            | 4 s         | 16e           |
| 13 | Royal Knokke Football Club                     | 101  | Knokke-Heist    | L. Lippens Park     | 2020-21 1er     | 1 s            | 16 s        | 1re D2VV A    |
| 14 | Koninklijke Voetbal Klub Tienen                | 132  | Tirlemont       | J. Bergé            | 2020-21 1er     | 1 s            | 44 s        | 1re D2VV B    |
| 15 | Kon. Football Club Mandel United Izegem-Ingel. | 935  | Izegem          | Skyline Arena       | 2020-21 1re     | 1 s            | 30 s        | 2e D2VV A     |
| 16 | Royal Francs Borains                           | 5192 | Boussu-Bois     | Robert Urbain       | 2020-21 1re     | 1 s            | 5 s         | 1re D2 ACFF   |

### Localisation des clubs participants
| \| Roeselare Knokke St-E-Winkel Mandel U. Dender Boom Dessel Heist La Louvière Centre F. Borains Tessenderlo Tirlemont P. Eisden Visé Liège Olympic \| Localisation des clubs engagés en Division 1 Amateur 2020-2021 |
| Roeselare Knokke St-E-Winkel Mandel U. Dender Boom Dessel Heist La Louvière Centre F. Borains Tessenderlo Tirlemont P. Eisden Visé Liège Olympic                                                                      |

### Villes et Stades
| K. SV Roeselare                       | Rupel Boom                                   | RFC Liège                                  | La Louvière Centre                   |
| ------------------------------------- | -------------------------------------------- | ------------------------------------------ | ------------------------------------ |
| Schiervelde Capacité : 9 461          | Gemeentelijk Park Capacité : 9 470           | stade de Rocourt Capacité : 8 000          | Le Tivoli Capacité : 12 500          |
|                                       |                                              |                                            |                                      |
| Olympic Charleroi                     | K. FC Dessel Sport                           | FCV Dender EH                              | KSK Heist                            |
| stade de La Neuville Capacité : 8 900 | stade Armand Melis Capacité : 4 284          | stade Van Roy Capacité : 6 430             | Gemeentelijk Capacité : 4 824        |
|                                       |                                              |                                            |                                      |
| Patro Eisden Maasmechelen             | KVV Thes Sport Tessenderlo                   | URSL Visé                                  | K. FC Mandel United I-I              |
| Stade du Patro Capacité : 5 500       | Gemeentelijk Sportpark Capacité : 4 000      | Stade de la Cité de l'Oie Capacité : 5 226 | Skyline Arena Capacité : 5 000       |
|                                       |                                              |                                            |                                      |
| KVC Sint-Eloois-Winkel Sport          | R. Knokke FC                                 | K. VK Tienen                               | R. Francs Borains                    |
| Terscheide Park Capacité : 4 000      | Burg. Graaf L. Lippens Park Capacité : 4 000 | Julien Bergé Capacité : 7 100              | stade Robert Urbain Capacité : 6 000 |
|                                       |                                              |                                            |                                      |

## Classement et Résultats 2020-2021

### Légende
|                 | Clubs qualifiés pour disputer le "Play-off Amateur".               |
|                 | club devant participer au "Tour final de Nationale 1".             |
|                 | clubs relégués vers la Division 2 ACFF.                            |
| en diminution   | Club relégué de Division 1B depuis la saison précédente.           |
| en augmentation | Clubs promus de Division 2 ACFF ou VV depuis la saison précédente. |

### Classement Nationale 1
- Champion d'automne: N/A
- Prochaine journée le compétition arrêtée puis annulée
  - Dernière mise à jour, le 7 octobre 2020

| Rang | Équipe                       | Pts | J | G | N | P | Bp | Bc | Diff |
| ---- | ---------------------------- | --- | - | - | - | - | -- | -- | ---- |
| 1    | K. VV Thes Sport Tessenderlo | 9   | 3 | 3 | 0 | 0 | 7  | 3  | +4   |
| 2    | K. VK Tienen                 | 6   | 4 | 2 | 0 | 2 | 5  | 5  | 0    |
| 3    | K. SK Heist                  | 4   | 2 | 1 | 1 | 0 | 3  | 2  | +1   |
| 4    | K. FC Mandel United I-I      | 3   | 3 | 1 | 0 | 2 | 6  | 4  | +2   |
| 5    | K. VC St-Eloois-Winkel Sport | 3   | 2 | 1 | 0 | 1 | 4  | 2  | +2   |
| 6    | R. Francs Borains            | 3   | 1 | 1 | 0 | 0 | 2  | 1  | +1   |
| 7    | R. Knokke FC                 | 3   | 2 | 1 | 0 | 1 | 2  | 1  | +1   |
| 8    | URSL Visé                    | 3   | 2 | 1 | 0 | 1 | 3  | 3  | 0    |
| 9    | R. Olympic CC                | 3   | 2 | 1 | 0 | 1 | 1  | 1  | 0    |
| 10   | K. Patro Eisden Maasmechelen | 1   | 1 | 0 | 1 | 0 | 2  | 2  | 0    |
| 11   | R. FC de Liège               | 1   | 1 | 0 | 1 | 0 | 0  | 0  | 0    |
| 12   | K. Rupel Boom FC             | 1   | 2 | 0 | 1 | 1 | 0  | 2  | -2   |
| 13   | FC Verbroedering Dender EH   | 0   | 0 | 0 | 0 | 0 | 0  | 0  | 0    |
| 14   | K. FC Dessel Sport           | 0   | 0 | 0 | 0 | 0 | 0  | 0  | 0    |
| 15   | La Louvière Centre           | 0   | 2 | 0 | 0 | 2 | 1  | 5  | -4   |
| 16   | K. SV Roselaere              | 0   | 1 | 0 | 0 | 1 | 0  | 5  | -5   |

### Tableau des résultats de Nationale 1
| Résultats (▼dom., ►ext.)                                   | BOO | FBO | CHA | DDR | DSP | PAT | HEI | KNO | FCL | LOU | MAN | ROE | SEW | TES | TIE | VIS |
| K. Rupel Boom FC                                           |     | -   | -   | -   | -   | -   | -   | -   | 0-0 | -   | -   | -   | -   | -   | -   | -   |
| R. Francs Borains                                          | -   |     | -   | -   | -   | -   | -   | -   | -   | -   | -   | -   | -   | -   | 2-1 | -   |
| Olympic Charleroi CF                                       | -   | -   |     | -   | -   | -   | -   | 1-0 | -   | -   | -   | -   | -   | -   | -   | -   |
| FC Verbr. Dender EH                                        | -   | -   | -   |     | -   | -   | -   | -   | -   | -   | -   | -   | -   | -   | -   | -   |
| K. FC Dessel Sport                                         | -   | -   | -   | -   |     | -   | -   | -   | -   | -   | -   | -   | -   | -   | -   | -   |
| Patro Eisden Maasm.                                        | -   | -   | -   | -   | -   |     | 2-2 | -   | -   | -   | -   | -   | -   | -   | -   | -   |
| K. SK Heist                                                | -   | -   | 1-0 | -   | -   | -   |     | -   | -   | -   | -   | -   | -   | -   | -   | -   |
| R. Knokke FC                                               | 2-0 | -   | -   | -   | -   | -   | -   |     | -   | -   | -   | -   | -   | -   | -   | -   |
| R. FC de Liège                                             | -   | -   | -   | -   | -   | -   | -   | -   |     | -   | -   | -   | -   | -   | -   | -   |
| UR La Louvière Centre                                      | -   | -   | -   | -   | -   | -   | -   | -   | -   |     | -   | -   | -   | -   | -   | 1-2 |
| K. FC Mandel United I-I                                    | -   | -   | -   | -   | -   | -   | -   | -   | -   | -   |     | 5-0 | -   | 1-3 | -   | -   |
| K. SV Roeselaere                                           | -   | -   | -   | -   | -   | -   | -   | -   | -   | -   | -   |     | -   | -   | -   | -   |
| K. VC St-Eloois-Winkel Sp                                  | -   | -   | -   | -   | -   | -   | -   | -   | -   | 3-0 | -   | -   |     | -   | -   | -   |
| K. VV THES Sport Tessend.                                  | -   | -   | -   | -   | -   | -   | -   | -   | -   | -   | -   | -   | 2-1 |     | -   | -   |
| K. VK Tienen                                               | -   | -   | -   | -   | -   | -   | -   | -   | -   | -   | 1-0 | -   | -   | 1-2 |     | -   |
| URSL Visé                                                  | -   | -   | -   | -   | -   | -   | -   | -   | -   | -   | -   | -   | -   | -   | 1-2 |     |
| - Victoire à domicile - Match nul - Victoire à l'extérieur |     |     |     |     |     |     |     |     |     |     |     |     |     |     |     |     |

## Play-off Amateur
Ce "Play Off" désigne le champion de Nationale 1. Il est disputé par les quatre premiers classés de la phase classique même ceux qui n'ont pas demandé la licence professionnelle (obligatoire pour jouer en D1B). Toutefois, c'est le mieux classés des cercles ayant obtenu cette même licence qui monte en "Division 1B".

## Tour final Nationale 1
Ce tour final oppose trois qualifiés des trois séries de Division 2 ACFF ou VV au club barragiste de Nationale 1.

## Résumé de la saison
- Champion :   titre en Division 1 Amateur -  titre au 3e niveau

Nième titre de D1 Amateur - au 3e niveau - pour la province de
| Région flamande (11)             | Région flamande (11) | Région wallonne (5)               | Région wallonne (5) |
| -------------------------------- | -------------------- | --------------------------------- | ------------------- |
| Province d'Anvers                | 3                    | Province de Hainaut               | 3                   |
| Province de Flandre-Occidentale  | 4                    | Province de Liège                 | 2                   |
| Province de Flandre-Orientale    | 1                    | Province de Luxembourg            | 0                   |
| Province de Limbourg             | 2                    | Province de Namur                 | 0                   |
| Province du Brabant flamand      | 1                    | Province du Brabant wallon        | 0                   |
| Région de Bruxelles-Capitale VFV | 0                    | Région de Bruxelles-Capitale ACFF | 0                   |

À partir de la saison 2017-2018, le Brabant est également scindé en ailes linguistiques. Les cercles de la Région de Bruxelles-Capitale doivent choisir leur appartenance entre VFV et ACFF. La grande majorité opte pour l'ACFF..

### Relégations en D2
Les trois derniers classés sont descendants directs. Le 13e classé est dit "barragiste" et doit prendre part au "Tour final de Nationale 1" avec trois clubs (un qualifié par série de Division 2.

## Première saison en Nationale 1 (3eniveau)
L’appellation « Nationale 1 » étant nouvelle, tous les clubs y évoluent pour la première fois. Mais plus concrètement, aucune formation ne fait ses réels débuts au 3e niveau de la hiérarchie.
À noter que les Francs Borains arrivent pour la première fois au 3e niveau, sous la "nouvelle version" de leur appellation soit depuis le déménagement de l'ancien nom devenu R. FC Seraing et la reprise du matricule 5972 de l'ex-R. Charleroi Fleurus, ex-Heppignies LF, ex-Lambusart.
C'est aussi une redescente du K. SV Roeselare et de son matricule 134 au 3e niveau pour la première fois depuis son accession à la Division 2 ancienne version en 1998.